# Depesze
Depesze lub depeszowcy – subkultura fanów brytyjskiej grupy muzycznej Depeche Mode, która pojawiła się w Polsce w latach 80. XX wieku. Depeszowcy nie są subkulturą według jej ściśle pojętej definicji – nie posiadają własnej ideologii, lecz jedynie własny oryginalny wygląd.
Początek powstania subkultury datuje się na rok 1985, od koncertu Depeche Mode w Warszawie. Koncert zespołu wywołał ogromne wrażenie na fanach co zaowocowało powstaniem początkowo licznych fanklubów by przekształcić się w kult grupy i ich członków. Cechą rozpoznawczą depeszowców był styl ubierania się i wyglądu wzorowany na image'u członków Depeche Mode. Noszono czarne (zwykle skórzane) kurtki, białe dżinsowe spodnie, buty na grubej podeszwie, krzyże na szyi, często także emblemat z logo zespołu. Dopełnieniem wizerunku były krótko przycięte, nażelowane włosy à la Dave Gahan (tzw. lotnisko) lub utlenione loki à la Martin Gore.
W początkach lat 90. subkultura depeszowców i fankluby istniały w całej Polsce. Obecnie spotkania fanów odbywają się na imprezach klubowych i zlotach zwanych depotekami.